# Martin Laveau
Martin Laveau (Francia, 10 de septiembre de 1996) es un jugador profesional francés de rugby que se desempeña en la posición de wing izquierdo en Castres Olympique, equipo perteneciente a la liga Top 14.

## Carrera
Laveau es un jugador de formación francesa (JIFF). Comenzó su carrera deportiva con el equipo Aviron Bayonnais, en el cual jugó cinco temporadas (2013-2018), después pasó a Castres Olympique, donde lleva jugando seis temporadas.